# István Bittó
István Bittó de Sárosfalva (3. května 1822, Blatná na Ostrove – 7. března 1903, Budapešť) byl uherský politik a předseda vlády.

## Život
Jeho rodná obec byla součástí Pošeňské župy, kde Bittóův otec zastával funkci podžupana. Svou kariéru začal István Bittó jako státní úředník v Mošoňské župě. V roce 1848 byl zvolen poslancem Uherského sněmu. Poté, co neuspěly ideály revolučního roku 1848, který přinesl Uhersku ozbrojené povstání, byl nucen se ukrývat. Domů se vrátil až v roce 1851. Zanedlouho se přestěhoval do Šomodské župy a tam žil v ústraní.
V letech 1861 a 1865 se stal poslancem za město Szigetvár. V roce 1869 byl zvolen poslancem za město Abrudbánya. Postupně si získal důvěru Ference Deáka a v letech 1871 až 1872 tak mohl zastávat funkci ministra spravedlnosti. Následně ze svého postu odstoupil a na další dva roky se stal předsedou parlamentu. Pověření k sestavení vlády získal 24. března 1874. Stal se tak prvním a posledním premiérem, který se otevřeně hlásil k opozici. Dne 3. února 1875 jej ve funkci vystřídal Kálmán Tisza, jehož liberální strana vyhrála volby.
István Bittó byl pochován v rodinné hrobce na hřbitově v Blatné na Ostrově.